# Serpocaulon maritimum
Serpocaulon maritimum är en stensöteväxtart som först beskrevs av Georg Hans Emmo Wolfgang Hieronymus, och fick sitt nu gällande namn av Alan Reid Smith. Serpocaulon maritimum ingår i släktet Serpocaulon och familjen Polypodiaceae. Inga underarter finns listade.